# Turistická značená trasa 6605
 Turistická značená trasa 6605 je 3 km dlouhá žlutě značená turistická trasa Klubu českých turistů spojující Přívětice s vrcholem Radeč.

## Průběh trasy
Trasa začíná u rozcestníku Na Kramářské, u obce Přívětice. Na tomto místě se setkává s červeně turistickou značenou trasu č. 0207 a naučnou stezkou Putování s Dubíky. Trasa pokračuje kolem osady U Cajthamlů, přes Vařínskou mýť k rozcestníku Radeč-západ, kde navazuje na zeleně značenou turistickou trasu č. 3614, po které lze dojít k vrcholu Radeč a Brno.